# Stephen Adly Guirgis
Stephen Adly Guirgis, né le 1er septembre 1964 à New York est un dramaturge, scénariste, réalisateur et acteur américain.

## Biographie
Stephen Adly Guirgis est membre et ancien co-directeur artistique de LAByrinth Theater Company de New York. Ses pièces ont été produites à la fois Off-Broadway et sur Broadway ainsi qu'au Royaume-Uni.
Il est diplômé de l'université d'État de New York à Albany en 1992.
Sa sœur Marie-Thérèse Guirgis est une productrice de fiction et de documentaire.
Tous deux grandirent dans le West End de Manhattan. Leurs parents les amenèrent très tôt au théâtre.
Stephen est également scénariste et producteur exécutif de la série the get down sur l histoire du Hip Hop dans le bronx des années 1970.

## Filmographie partielle

### Au cinéma

#### Comme acteur
- 1998 : Rencontre avec Joe Black
- 2004 : Palindromes
- 2007 : Neal Cassady
- 2007 : Trainwreck: My Life as an Idoit
- 2008 : Synecdoche, New York
- 2011 : Margaret
- 2014 : Birdman (Birdman or (The Unexpected Virtue of Ignorance)) de Alejandro González Iñárritu
- 2018 : Vice d'Adam McKay : George Tenet

## Récompenses et distinctions
Sa pièce Between Riverside and Crazy (en) a remporté le Prix Pulitzer pour une œuvre théâtrale  en 2015.